# Sunderland Association Football Club 2020-2021
Questa voce raccoglie le informazioni riguardanti il Sunderland Association Football Club nelle competizioni ufficiali della stagione 2020-2021.

## Maglie e sponsor
| Casa | Trasferta |

Sponsor ufficiale: Great Annual Savings Group
Fornitore tecnico: Nike

## Organico

### Rosa
Aggiornata al 26 febbraio 2021.
| N. |                             | Ruolo | Calciatore       |
| -- | --------------------------- | ----- | ---------------- |
| 1  | Galles (bandiera)           | P     | Lee Burge        |
| 2  | Irlanda del Nord (bandiera) | D     | Conor McLaughlin |
| 3  | Irlanda del Nord (bandiera) | D     | Tom Flanagan     |
| 4  | Inghilterra (bandiera)      | D     | Jordan Willis    |
| 5  | Australia (bandiera)        | D     | Bailey Wright    |
| 6  | Inghilterra (bandiera)      | C     | Max Power        |
| 7  | Scozia (bandiera)           | A     | Chris Maguire    |
| 9  | Inghilterra (bandiera)      | A     | Charlie Wyke     |
| 10 | Irlanda (bandiera)          | C     | Aiden O'Brien    |
| 11 | Stati Uniti (bandiera)      | C     | Lynden Gooch     |
| 13 | Inghilterra (bandiera)      | C     | Luke O'Nien      |
| 14 | Inghilterra (bandiera)      | C     | Josh Scowen      |
| 16 | Inghilterra (bandiera)      | D     | Dion Sanderson   |

| N. |                             | Ruolo | Calciatore               |
| -- | --------------------------- | ----- | ------------------------ |
| 19 | Kosovo (bandiera)           | D     | Arbenit Xhemajli         |
| 20 | Inghilterra (bandiera)      | P     | Remi Matthews            |
| 21 | Inghilterra (bandiera)      | C     | Jack Diamond             |
| 23 | Inghilterra (bandiera)      | C     | Grant Leadbitter         |
| 25 | Scozia (bandiera)           | C     | Callum McFadzean         |
| 26 | Irlanda del Nord (bandiera) | C     | Carl Winchester          |
| 27 | Irlanda del Nord (bandiera) | C     | Jordan Jones             |
| 28 | Irlanda (bandiera)          | C     | Aiden McGeady            |
| 31 | Svezia (bandiera)           | A     | Benjamin Mbunga-Kimpioka |
| 33 | Inghilterra (bandiera)      | D     | Denver Hume              |
|    | Inghilterra (bandiera)      | D     | Jake Vokins              |
|    | Scozia (bandiera)           | A     | Ross Stewart             |